# القرين (سيئون)

'

تعديل مصدري - تعديل

القرين هي إحدى قرى عزلة سيئون بمديرية سيئون التابعة لمحافظة حضرموت، بلغ تعداد سكانها 264 نسمة حسب تعداد اليمن لعام 2004.